# M4 Sherman
M4 Sherman je bil ameriški srednji tank druge svetovne vojne. Ime Sherman je dobil po ameriškemu generalu Williamu Tecumsehu Shermanu.

## Zgodovina
Medtem ko je bil tank M3 v serijski proizvodnji, so ZDA že razvijale nov model s topom 75 mm. M4 je bil narejen, da zamenja že obstoječi tank M3, ki je bil narejen iz tanka M2. Največja napaka tanka M3 je bila visoka silhueta. 18. aprila je na natečaju, izmed petih prototipov, bil izbran model imenovan T6.
Proizvodnja tankov se je začela z zamudo, saj so čakali, da se je proizvodnja predhodnika M3 zaključila. Prvi poizkusni model je bil narejen 2. septembra 1941.
M4 sherman se je proizvajal v več verzijah. Glavne verzije pa so bile M4, M4A1, M4A2, M4A3, M4A4, M4A5 in M4A6. Proizvodnja teh je bila narejena konkurenčno. to pomeni, da M4A4 ni bil nič boljši od M4A3. Razlika med njima je bila, da se je ta proizvajal v drugi tovarni. Verzije so se razlikovale tudi po motorjih, po oborožitvi in načinu proizvodnje šasije. Verzije so bile drugačne predvsem zaradi motorjev. M4A4 je imel na primer večji Chryslerjev motor, zato je imel tudi posledično daljšo šasijo in večji menjalnik. Več izboljšav je bilo narejenih tudi med samo proizvodnjo, ki niso vplivali na ime verzije. Takšne izboljšave so varnejše skladišče za naboje, debelina oklepa na posameznih mestih in način izdelave šasije. Za primer, M4 Composite (slovensko: sestavljen, v Veliki Britaniji je bil poznan kot Sherman I ali kot Sherman Hybrid I) je imel prednji del šasije lit, ostali del pa je bil varjen.
Modeli so se razlikovali tudi po topu. Prvi modeli so imeli top 75 mm. Da bi zmanjšali prepad med tankom T20 in M4, so na kasnejše verzije začeli vgrajevati tope 76 mm. Britanci so jim ponudili top 76,2 mm. Top je bil bolj zmogljiv od ameriškega, vendar se Američani niso odločili za njega. Načrtovali so že nov top kalibra 90 mm, top M1 (76 mm) pa so standardizirali. Prvič je bil uporabljen na verziji M4A1.
Verzija tanka M4A1 sodi v zgodnjo fazo proizvodnje. Britanci so to verzijo imenovali Sherman II. Verzija je bila prepoznavna po značilno zaobljenih robovih. Sprva sta bili na tank pritrjena dva puškomitraljeza M1919A4, ki ju je upravljal voznik, vendar so ju 6. marca 1942 odstranili. Prvotno so tanki M4A1 imeli top 75 mm M2, ki je bil nekoliko krajši od topa M3. Kasneje so na to verzijo začeli vgrajevati večje topove M1.
Naslednja verzija, ki je sledila je bila M4A2. Britanci so ji dali oznako Sherman III. To je bil prvi tank M4 s povsem varjeno šasijo, ki je bil v uporabi. Imel je isti motor kot verziji M4A3 in M3A5. M3A3 je bil oborožen s topom 75 mm, kasneje tudi s topom kalibra 76 mm.
Model M4A3 ali Sherman IV je bil tank M4 narejen povsem v tovarni Ford. Ta verzija je imela motor Ford GAA. Zaradi motorja je bila tudi konstrukcija tanka nekoliko večja. Verzija M4A1 je bila dolga 584 cm, M4A3 pa 590,6 cm. Zgornja prednja plošča je ima večji naklon kot verzija M4A2 (M4A3 ima naklon 56°, M4A2 je imela naklon 47°, M4A1 pa od 37° do 55°), zato je posledično ta verzija nekoliko krajša od prejšnje.
Julija 1942 so v podjetju Detroit Tank Arsenal predstavili model M4A4 (Sherman V), ki je imel nov motor Chrysler A57. Zaradi motorja je bil daljši od drugih modelov. Šasija je bila dolga 605,8 cm. Isti motor je bil nameščen v tank M3A4.
Isto šasijo, kot jo je imel M4A4, je uporabljal tudi M4A6. Tank je imel isto šasijo zaradi novega motorja Ordnance Engine RD-1820. Tank je bil narejen v istem podjetju kot predhodnik (Detroit Tank Arsenal).
Oznaka M4A5 ni bila ameriška. Dana je bila kanadski verziji Ram II.
| M4 Sherman: primerjava nekaterih modelov |                        |                                            |                          |
| verzija                                  | glavno orožje          | šasija                                     | motor                    |
| M4(105)                                  | 105 mm                 | varjena                                    | Continental R975 radial  |
| M4 Composite                             | 75 mm                  | spredaj lita ob straneh varjena            | Continental R975 radial  |
| M4A1(76)W                                | 76 mm                  | lita                                       | Continental R975 radial  |
| M4A2                                     | 75 mm                  | varjena                                    | GM 6046 2x6              |
| M4A3W                                    | 75 mm                  | varjena                                    | Ford GAA V8              |
| M4A3E2 "Jumbo"                           | 75 mm (nekateri 76 mm) | varjena                                    | Ford GAA V8              |
| M4A3E8(76)W "Easy Eight"                 | 76 mm                  | varjena                                    | Ford GAA V8              |
| M4A4                                     | 75 mm                  | varjena podaljšana                         | Chrysler A57 5xL6        |
| M4A6                                     | 75 mm                  | spredaj lita ob straneh varjena podaljšana | Caterpillar D200A radial |

## Vojna uporaba
M4 Sherman je imel veliko napak in je bil daleč od idealnega bojnega tanka. Ognjena moč je močno zaostajala za nemškimi tanki. Problem je bila tudi velika silhueta in notranja ureditev zelo slaba. Kljub vsemu je bil tank še zmeraj zelo uporaben, saj je bil zelo zanesljiv, relativno lahek npr. v primerjavi z mnogo težjimi nemškimi tanki Panter, Tiger I in Tiger II - ti so se pogosto ustavili pred manjšimi mostovi ali ožinami, in enostaven za proizvodnjo, kar je omogočilo, da so jih izdelali v velikih količinah, in so bile z njimi opremljene tudi pehotne enote, ne samo oklepne.
V Združenih državah Amerike je bil tank v uporabi v Kopenski vojski in Korpusu mornariške pehote med drugo svetovno vojno. ZDA so izvozile veliko število tankov tudi svojim zaveznikom. Korpus mornariške pehote je na Pacifiku uporabljal verziji M4A2 in M4A3. Kopenska vojska je v ZDA uporabljala vse verzije, izven nje pa je uporabljala le M4A2 in M4A4. Velika Britanija je imela verzije M4 in M4A1.
Tank je bil prvič uporabljen oktobra 1942 v Bitki pri El Alameinu pod britansko zastavo. Mesec kasneje so tanki M4A1 pod ameriško zastavo nastopili v peraciji Bakla.
Po drugi svetovni vojni je proizvodnja novih tankov v ZDA zamrla. Njegovo vlogo je prevzel novejši tank M26 Pershing. Kljub vsemu je bilo tik pred začetkom korejske vojne v uporabi še 3102 tankov.

## Verzije

### Ameriške verzije
- M4- Uporabniki: ZDA, Združeno kraljestvo, Poljska in Francija (eden tank). Nekateri kasnejši tanki M4 so imeli kombinirano varjeno/lito šasijo.
  - M4(105): Oborožen s topom 105 mm M4.
  - M4(105) HVSS: oborožen s topom M4(105) w/ HVSS.
- M4A1: Tank je imel motor Continental, varjeno šasijijo in top 75 mm oziroma 76 mm. Uporabniki: ZDA, Združeno kraljestvo, Južna Afrika, Francija (nekaj tankov) in Kitajska.
  - M4A1E4/M4A1(76)W: Oborožen s topom76 mm M1.
  - M4A1E8/M4A1(76)W HVSS: Horizontal Volute Spring Suspension (HVSS).
  - M4A1E9: neznana konfiguracija, verjetno izboljšava verzije M4A1 s topom 76 mm.
- M4A2: Uporabniki: Sovjetska zveza (M4C), Korpus mornariške pehote Združenih držav Amerike, Francija, Združeno kraljestvo in Poljska. 
  - M4A2E8/M4A2(76)W HVSS: Horizontal Volute Spring Suspension (HVSS) in oborožen s topom 76mm M1.
- M4A3: Verzija narejena v podjetju Ford. Ta verzija je imela motor Ford GAA. Uporabniki: ZDA in Francija (nekaj tankov). 
  - M4A3(75): M4A3 w/ s topom75mm M3 .
  - M4A3(105): M4A3 w/ s topom 105mm M4.
  - M4A3E2 jurišni tank: "Jumbo"/"Cobra King" : Dodan dodaten oklep. uporabniki: ZDA, Francija (eno vozilo).
  - M4A3E4/M4A3(76)W: M4A3 w/ s topom 76mm M1.
  - M4A3E8/M4A3(76)W HVSS (Easy Eight): Horizontal Volute Spring Suspension (HVSS), oborožen s topom 76mm M1.
  - M4A3E9/M4A3(105) HVSS: Horizontal Volute Spring Suspension (HVSS), oborožen s topom 105mm.
- M4A4: Verzija opremljena s topom Chrysler A57. Uporabniki: Združeno kraljestvo, Francija in Kitajska.
- M4A5 - Ta verzija ni v uporabi ZDA. Znamka samo zaznamuje kanadsko verzijo tanka.
- M4A6 - Podobna verzija verziji M4A4. narejenih je bilo le nekaj ducat in nobena ni bila v bojni uporabi.

### Ameriški oklepniki, ki so temeljili na M4 Sherman šasiji
- 105mm samovozna artilerija M7B1: Temelji na M4A3 šasiji.
- 155mm samovozna artilerija M12: Samovozna artilerija s topom 155 mm.
- M30: Predelana samovozna artilerija M12 s prostorom za posadko in naboji namesto topa.
- 155mm samovozna artilerija M40: Samovozna artilerija, ki je temeljila na šasiji M4A3.
- 8in samovozna artilerija M43: Samovozna artilerija.
- M10 Wolverine: Lovec na tanke, ki je temeljil na šasiji M4A2.
  - M10A1: Enako kot M10, le da ta verzija temlji na šasiji M4A3.
- M36 Jackson: Lovec na tanke.
- Izvlečno vozilo M32: Izvlečno vozilo, ki temlji na M4 šasiji. 
  - Izvlečno vozilo M32B1: M32 narejen iz šasije tanka M4A1.
    - Izvlečno vozilo M32A1B1: Odstranjen top in izboljšan žerjav.

  - Izvlečno vozilo M32B2: M32 narejen iz šasije tanka M4A2.
  - Izvlečno vozilo M32B3: M32 narejen iz šasije tanka M4A3.
    - Izvlečno vozilo M32A1B3: M32B3ima podobne izboljšave kot M32A1B1.

  - Izvlečno vozilo M32B4: M32 narejen iz šasije tanka M4A4.
- Izvlečno vozilo M74: Izboljšan izvlečno vozilo M32.
  - M74B1: Enako vozilo kot M74, vendar narejeno iz M32B3.

### Ameriške verzije za posebne naloge
- Sherman DD: Amfibijsko vozilo M4.
- M4 desantno jurišni most.
- M4 Buldožer
- T15/E1/E2: Serija minočistilcev.
- Minočistilci in Minoiskalci
  - Minočistilec T1E1 Roller (Earthworm)
  - Minočistilec T1E2 Roller
  - Minočistilec T1E3/M1 Roller (Aunt Jemima)
  - Minočistilec T1E4 Roller
  - Minočistilec T1E5 Roller
  - Minočistilec T1E6 Roller
  - Minočistilec T2 Flail
  - Minočistilec T3 Flail
    - Minočistilec T3E1 Flail
    - Minočistilec T3E2 Flail

  - Minočistilec T4
  - Minočistilec T7
  - Minočistilec T8 (Johnny Walker)
  - Minočistilec T9
    - Minočistilec T9E1

  - Minočistilec T10
  - Minočistilec T11
  - Minočistilec T12
  - Minočistilec T14
  - Minoiskalec T4
  - Minoiskalec T5/E1/E2
  - Minoiskalec T5E3
  - Minoiskalec T6
  - Minoiskalec T2/E1/E2
- Raketometi:
  - T34 Calliope
  - Raketomet T34E1
  - Raketomet T34E2
  - Raketomet T39
  - Raketomet T40/M17 WhizBang
  - Raketomet T72
  - Raketomet T73
  - Raketomet T76
  - Raketomet T105
  - Večcevni raketomet T99
- Plamenometalci:
  - M4A3R3 palemnometalec

## Uporabniki
- ZDA
- Združeno kraljestvo
- sherman s čistilcem min Poljska
- Francija
- Južna Afrika
- Čile
- Sovjetska zveza
- Kanada- M4A5, Ram II
- Brazilija
- Nizozemska- Po končani vojni ni imela denarja za nakup tankov, zato so uporabljali tanke, ki so jih zavezniki pustili za sabo.